# Grupo Desportivo Estoril Praia 2011-2012

## Rosa
| N. |                          | Ruolo | Calciatore       |
| -- | ------------------------ | ----- | ---------------- |
| 1  | Brasile (bandiera)       | P     | Vagner           |
| 3  | Brasile (bandiera)       | D     | Bruno Nascimento |
| 4  | Portogallo (bandiera)    | D     | Lameirão         |
| 5  | Brasile (bandiera)       | D     | Anderson Luís    |
| 6  | Portogallo (bandiera)    | D     | Tiago Gomes      |
| 7  | Capo Verde (bandiera)    | A     | Moreira          |
| 8  | Brasile (bandiera)       | C     | Rodrigo Dantas   |
| 9  | Brasile (bandiera)       | A     | Rodrigo Silva    |
| 10 | Guinea-Bissau (bandiera) | A     | Gerso            |
| 11 | Brasile (bandiera)       | C     | Bruno            |
| 12 | Capo Verde (bandiera)    | P     | Ernesto          |
| 13 | Portogallo (bandiera)    | D     | Gonçalo          |
| 15 | Brasile (bandiera)       | D     | Tiago Bernardi   |
| 16 | Brasile (bandiera)       | A     | Bruno Fogaça     |

| N. |                        | Ruolo | Calciatore      |
| -- | ---------------------- | ----- | --------------- |
| 18 | Brasile (bandiera)     | A     | Adilson         |
| 19 | Portogallo (bandiera)  | D     | Steven Vitória  |
| 20 | Brasile (bandiera)     | A     | Fabrício Simões |
| 21 | Brasile (bandiera)     | C     | Erick           |
| 22 | Francia (bandiera)     | C     | Alexandre Hauw  |
| 23 | Portogallo (bandiera)  | C     | João Coimbra    |
| 24 | Portogallo (bandiera)  | D     | Luis Tinoco     |
| 25 | Portogallo (bandiera)  | P     | Mario           |
| 27 | Portogallo (bandiera)  | D     | Diogo Amado     |
| 29 | Portogallo (bandiera)  | A     | Leandro Borges  |
| 30 | Brasile (bandiera)     | C     | Carlos Eduardo  |
| 32 | Capo Verde (bandiera)  | D     | Vítor Moreno    |
| 77 | Stati Uniti (bandiera) | A     | Tony Taylor     |
| 88 | Portogallo (bandiera)  | A     | Licá            |